# 다야마 가타이

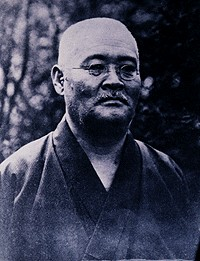
다야마 가타이

다야마 가타이(일본어: 田山花袋, 1872년 1월 22일 ~ 1930년 5월 13일)는 일본의 소설가이다. 본명은, 로쿠야(録弥). 군마현(群馬県, 당시는 도치기현)출신이다. 오자키 고요(尾崎紅葉)의 밑에서 수행했었지만, 후에 구니키다 돗포(国木田独歩), 야나기타 구니오(柳田国男)들과 교류한다. 《이불》, 《시골교사》 등의 자연주의파 작품을 발표했고, 그 대표적인 작가의 한 명이다. 기행문에도 뛰어난 작품이 있다.

## 경력
도치기 현 온라쿠 군(邑楽郡) 다테바야시 정(館林町, 현재의 군마 현 다테바야시시)에, 다야마 쇼주로(田山鋿十郎)와 데쓰(てつ) 부부의 차남으로서 태어났다. 다야마 집안은 다테바야시번을 다스린 아키모토 씨의 번사였다. 아버지는, 1877년 세이난 전쟁 때에 경시청 순사로서 종군하여 전사했다.
12세부터 한학숙(漢学塾)에서 한시문(漢詩文)을 배웠고, 14세 때에는 한시집(漢詩集)을 엮었다. 또 게이엔 파(桂園派)의 와카나 서양문학도 가까이했다.
형을 따라 상경하여, 1890년, 야나기타 구니오를 알게 된다. 다음해에 오자키 고요의 밑으로 입문, 그 지시로 에미 스이인(江見水蔭)의 지도를 받는다. "참외밭(瓜畑)"를 처음으로 발표하고 다음해부터 가타이라고 칭했다. 당초는 겐유샤(硯友社)의 영향을 받고 있었지만, 1896년에 구니키다 돗포, 시마자키 도손(島崎藤村)과 알게 된다. 다음해, 돗포, 구니오들과 "서정시(抒情詩)"를 간행하여, 여기에 40편의 시를 실었다. 모파상의 영향을 강하게 받고, 1902년에 "아카쓰키 총서"의 제5편으로서 썼던 "주자에몬의 최후"를 발표하여, 이 작품으로 작가로서의 역량을 인정받는다. 1899년에 결혼하여, 오하시 오토와(大橋乙羽)의 소개로 하쿠분칸(博文館)에 근무하여, 교정 일을 한다.
1904년, 러일전쟁에서는 제2군 사진반으로서 종군하여, 그 기록을 공표한다. 이즈음부터 자연주의 문학 분야를 자각하여, 평론 "노골적인 묘사"니 소설 "소녀병"을 발표하여, 새로운 문학의 담당자로서 활약하게 된다. 1906년 하쿠분샤(博文社)로부터 "문장세계"가 창간되자 편집 주임이 된다. 문장세계는 당초 실용문의 투서 잡지를 목적으로 발행되었지만, 다야마들의 영향으로 자연주의 문학의 거점이 된다.
1907년에, 중년작가의 여제자에 대한 복잡한 감정을 그렸던 "이불"을 발표했다. 여제자와 헤어졌던 남자가, 그녀가 사용하였던 이불에 얼굴을 파묻고 냄새를 맡으며, 슬퍼한다라는 묘사는, 독자, 더 나아가 문단에 충격을 주었다. 이 작품에 의해서, 일본의 자연주의 문학의 방향이 결정되었다. 거기다가 "생(生)", "처(妻)," "연(緣)의 장편 3부작, 장편소설 "시골교사"를 써, 도손과 나란히 대표적인 자연주의 작가가 되었다. 다이쇼 시대에 들어오고 나서는 자연파의 쇠퇴와 신예 작가의 등장으로 문단의 주류로부터 밀려났다. 그러나 "일등병의 총살"등의 작품을 정력적으로 발표했다.
또한 기행문도 뛰어나서, "남선북마(南船北馬)", "산행수행(山行水行)" 등을 썼다. 거기다가 일본 전국의 온천을 돌며 온천에 관한 책도 다수 남기고 있다. 하쿠분칸의 "일본명승지지(日本名勝地誌)"의 집필에 참가하여, 후일 다야마 가타이의 편집으로 "신선명승지지(新撰名勝地誌)" 전 12권의 감수를 하였다.
만년은 종교적 심경에 이르러, 정신주의적인 작품을 많이 남겼다. 1928년 말에 뇌일혈로 입원했다. 거기다가 후두암에 걸려, 1930년 5월13일, 자택에서 사망했다. 향년 58세였다. 도손의 글이 새겨진 묘는 다마 영원(多磨霊園)에 있다. 유언에 따라 토장되었다고 한다. 현재 다테바야시 시(館林市)에는 다야마 가타이 기념관이 있다.

## 주요 작품
- 「瓜畑」（1891）
- 「ふる郷」（1899）
- 「重右衛門の最期」 （1902）
- 「蒲団(후톤)」（1907） -「이불」오경.소화.1998.2.01
- 「土手の家」（1908）
- 「田舎教師」（1909） -「시골선생」김욱송.도서출판 숲. 2006.12.05
- 「生」（1908） -「삶」한영옥.소화.1998.5.01
- 「妻」（1909）
- 「縁」（1910）
- 「時は過ぎ行く」（1916）
- 「一兵卒の銃殺」(1917)
- 「河ぞひの家」（1917）
- 「残雪」（1917）
- 「河ぞひの春」（1919）
- 「新しい芽」（1920）
- 「源義朝」（1924）
- 「百夜」（1927）
- 「源義経」
- 「通盛の妻」
- 「再び草の野に」
- 従軍記「第二軍従征日記」(1905)
- 評論「露骨なる描写」(1904)
- 紀行文「日本一周」（1914～1916）
- 紀行文「山水小話」(1917)
- 回想集「東京の三十年」（1917）

## 같이 보기
- 미즈노 센코(水野仙子)
- 오카다 미치요(岡田美知代)
- 나가요 시즈오(永代靜雄)
- 야나기타 구니오(柳田國男)
- 시마자키 도손(島崎藤村)